# Windmühle Berne

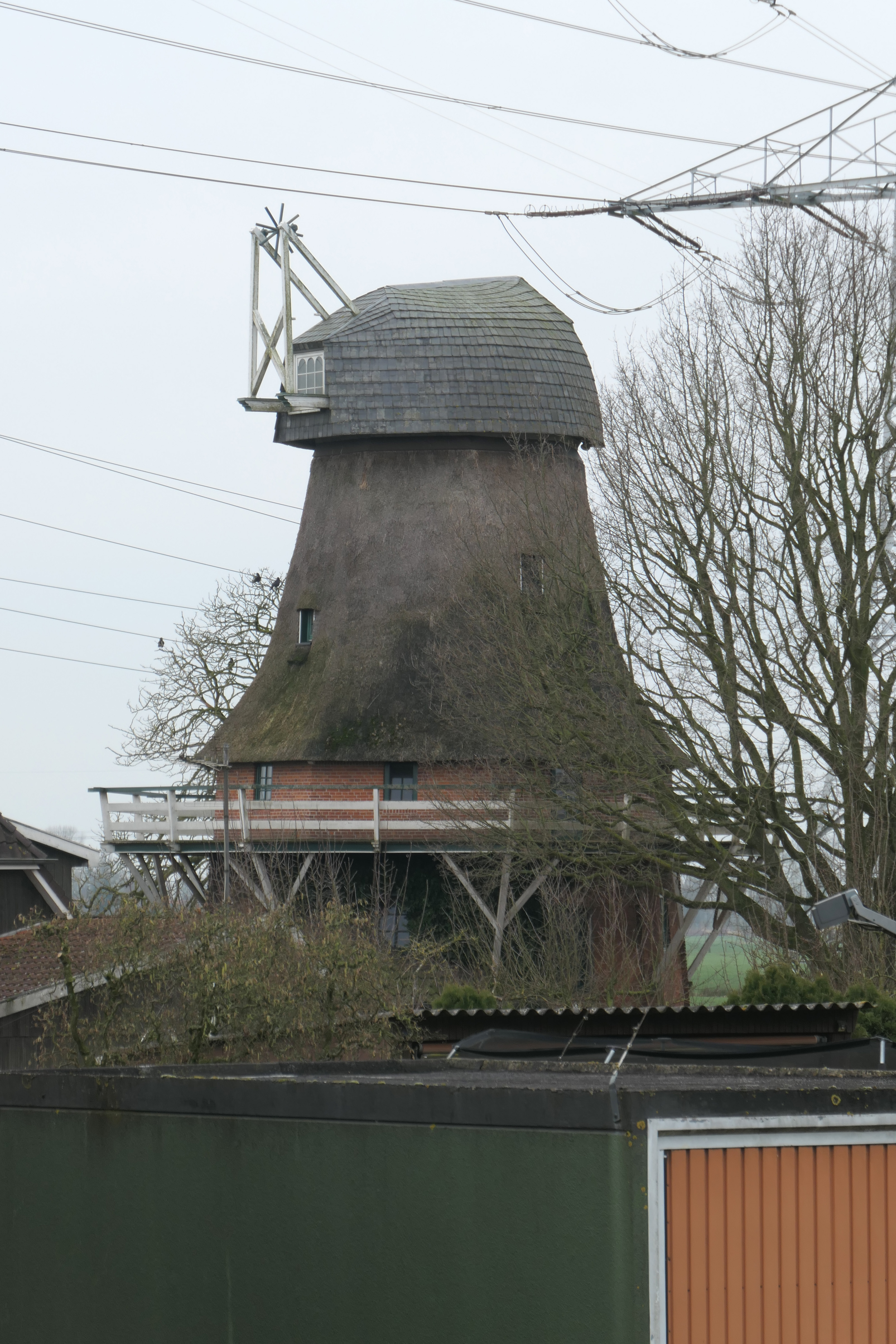
Windmühle in Weserdeich (2024)

Die Windmühle Berne in Berne-Weserdeich, Deichstraße 51d am Rastplatz Weserdeich, stammt aus der zweiten Hälfte des 19. Jahrhunderts. Aktuell (2023) wird sie gewerblich genutzt.
Das Gebäude steht unter Denkmalschutz (siehe auch Liste der Baudenkmale in Berne).

## Geschichte
Hier stand früher eine Ziegelei mit Brennofen, die den Ton auf ihrem Land im Ranzenbütteler Feld grub. Die erste Mühle von 1853 war eine Wasserschraubmühle mit Windantrieb, um die Flächen zu entwässern. Die Mühle brannte 1865 nach einem Blitzschlag ab. Der Eigentümer baute eine neue Mühle mit einem modernen Mahlgang. Sie war auch auf dem Wasserweg erreichbar (Sieltief und Schiffsgraben von der Westergate).
Diese Galerieholländer-Windmühle mit achteckigem dreigeschossigen Unterbau in Backstein, rekonstruierter Galerie, hölzernem reetgedeckten Aufbau und Haube sowie fehlenden Flügeln und Windrose stammt von um 1865. Auf der Südseite steht ein eingeschossiger, stark veränderter verklinkerter Anbau mit Walmdach als Lagergebäude.
Karl Johann Schmidt übernahm 1948 die inzwischen motorbetriebene Mühle, es fehlten aber bereits die Galerie und die Flügel. 1971
wurde der Motorbetrieb eingestellt. Die alte Mühle wurde später saniert und eine neue Galerie angefügt.
Das einst als Mühle genutzte Gebäude dient heute gewerblichen Zwecken.
Das Landesdenkmalamt befand: „… geschichtliche Bedeutung … als beispielhafter Galerieholländer … .“